# WASP-19
WASP-19, denumită oficial Wattle, este o stea de magnitudine 12,3, situată la aproximativ 869 de ani-lumină (266 de parseci) distanță, situată în constelația Velele din emisfera sudică. S-a descoperit că această stea găzduiește o planetă fierbinte de tip Jupiter,, care orbitează strâns în jurul ei.
WASP-19 este mai veche decât Soarele, are o abundență a elementelor grele mai mică decât o fracțiune din cea solară și se rotește rapid. Rotația sa rapidă este accelerată de mareele ridicate generate de planeta gigantică aflată pe o orbită apropiată.

## Nomenclatură
Denumirea WASP-19 indică faptul că aceasta a fost a 19-a stea la care s-a descoperit o planetă în cadrul proiectului Wide Angle Search for Planets.
În august 2022, acest sistem planetar a fost inclus printre cele 20 de sisteme care urmau să fie numite de către al treilea proiect NameExoWorlds. Numele câștigătoare au fost propuse de o echipă de la Școala Primară Brandon Park din Wheelers Hill (Melbourne, Australia), condusă de omul de știință Lance Kelly și profesorul David Maierhofer. Numele au fost anunțate în iunie 2023. WASP-19 poartă numele de „Wattle”, iar planeta sa poartă numele de „Banksia”, după genurile de plante Acacia (Acacia pycnantha⁠(d)) și, respectiv, Banksia⁠(d) (Banksia coccinea⁠(d)).

## Sistem planetar
În decembrie 2009, proiectul SuperWASP⁠(d) a anunțat descoperirea exoplanetei fierbinți de tip Jupiter WASP-19b. Aceasta orbitează extrem de aproape de steaua sa, având cea mai scurtă perioadă orbitală cunoscută la acea vreme dintre toate exoplanetele în tranzit.